# Осада Плевны
Осада Плевны (20 июля 1877 — 10 декабря 1877) — важный эпизод Русско-турецкой войны 1877—1878 гг., военная операция русско-румынских войск против укрепившихся в городе Плевне турецких войск Османа-паши. Упорная оборона турецких войск задержала продвижение русской армии и позволила османскому правительству укрепить Стамбул и Адрианополь, однако из-за неумелых действий высшего турецкого командования гарнизон Плевны был принуждён к капитуляции.

## Предыстория
Плевна находилась на пересечении дорог, шедших на Рущук (с ветвью на Систово), в Софию через перевал Арабконак (Орханийский перевал), и к Ловче, откуда две ветви вели через Севлиево, Габрово, Шипкинский перевал в Казанлык и к Трояну. Прежде там была крепость, разрушенная русскими войсками в 1810 году и так и не восстановленная.
После форсирования Дуная у Зимницы русская Дунайская армия развернула успешное наступление на Тырново. 4 (16) июля Западный отряд генерала барона Н. П. Криденера взял Никополь, расширив таким образом плацдарм на правом берегу Дуная до 60 километров. Русский главнокомандующий считал, что с потерей Никополя турки на западном участке фронта больше не смогут предпринять активных действий, и ограничатся обороной западной Болгарии. Однако, командовавший в Видине мушир (маршал) Осман-паша предложил главнокомандующему Абдул-Керим-паше изменить первоначальный план военных действий, сводившийся к сосредоточению сил на флангах оборонительной линии Дуная — в четырёхугольнике крепостей и близ Видина, исключительно для обороны. Осман-паша предлагал, оставив необходимое число войск в Видине, с остальными двинуться к Плевне, соединиться в Тырнове с корпусом Ахмет-Эюб-паши из Шумлы и перейти в решительное наступление по направлению на Систово. В случае, если бы последнее соединение не удалось — занять Ловчу, которая, по мнению Османа, представляла большие выгоды для обороны Балканских проходов. Под давлением успехов русских и боязни, что те перейдут Балканский хребет и атакуют слабозащищённые Адрианополь и Coфию, турецкое командование с некоторыми изменениями приняло предложение Османа.
В Плевне ещё 26 июня (8 июля) была полусотня есаула Афанасьева из передового отряда И. Ф. Гурко, высланная для связи с казачьей бригадой И. Ф. Тутолмина, но она была вытеснена оттуда 27 июня отрядом Атуф-паши (3 батальона и 4 орудия), направленным комендантом Никополя для обеспечения своих сообщений.
Утром 1 (13) июля Осман-паша выступил из Видина с 19 батальонами, 5 эскадронами и 9 батареями (16 тыс. человек, 58 орудий), и на рассвете 7 (19) июля вступил в Плевну, пройдя форсированным маршем за 6 суток около 200 километров. Русские войска не смогли обнаружить движение войск Осман-паши, а потому опоздали с занятием Плевны. Соответствующее распоряжение было отдано Криденеру ещё 4 (16) июля, но то ли по причине неисправности телеграфной связи, то ли из-за нераспорядительности барона, только утром 6 (18) июля, после категорического приказа главнокомандующего, часть его войск под командованием генерала Ю. И. Шильдера-Шульднера выступила к Плевне.

## Первый штурм
Первым русским соединением, достигшим Плевны, оказалась дивизия Ю. И. Шильдера-Шульднера, подошедшая к городу вечером 7 (19) июля и обнаружившая приготовления турок к обороне. В течение четырёх часов русские и турецкие батареи обстреливали друг друга. На следующий день русские войска начали решительный штурм турецких позиций. Благодаря поддержке артиллерии русские смогли преодолеть 3 линии окопов и вступили в город, вызвав замешательство в стане противника. Особо отличился Донской 9-й казачий полк, который защитил пехотные полки при отступлении и спас их от смерти. В результате ожесточённых столкновений турецкие войска смогли выбить русских из города. Турецкие потери в этом сражении составили примерно 5000 человек, русские — 2800.

## Второй штурм
После первого наступления гарнизон Плевны и войска Шильдера-Шульднера получили подкрепления.
Русские готовились к новой атаке, следили за дорогами, ведущими из Ловчи и Плевны, усилили воинский контингент прибывшей кавалерией и артиллерией, обеспечив численное превосходство (пехота: 27 тыс., кавалерия: 2200, орудий: 140). Общее командование армией, предназначенной для занятия Плевны, по указанию великого князя Николая Николаевича было передано генералу Н. П. Криденеру. По замыслу главнокомандующего, атаке должен был предшествовать продолжительный артиллерийский огонь. С 15 (27) — 17 (29) июля отряды М. Д. Скобелева и подполковника Бакланова проводили рекогносцировки, непременно сопровождавшиеся перестрелками, однако точные сведения о численности турецкого гарнизона получить не удалось.
Турецкая армия, расположенная в Плевне, насчитывала 20 тыс. человек и 57 орудий, содействие регулярным войскам оказывали всадники-черкесы и башибузуки. Турецкий гарнизон города в перерыве между штурмами занимался возведением укреплений. Строительство замедлялось нехваткой шанцевого инструмента, из-за чего солдатам порой приходилось копать землю штыками. Ощущался также недостаток измерительных приборов, бумаги для составления карт местности (её пришлось собирать в домах города) и древесины, которую при строительстве турецких редутов по возможности заменяли подручными материалами. Часть сооружений не была достроена к моменту начала нового штурма, что позднее привело к серьёзным потерям среди занимавших эти сооружения турецких солдат.
18 (30) июля Криденер отдал приказ о начале наступления. Перед атакой русские провели артподготовку, в ходе которой были уничтожены несколько турецких орудий, установленных в недостроенных укреплениях. После артобстрела русские войска во главе с Криденером пошли в бой, но их действия оказались несогласованными, солдаты плохо ориентировались в незнакомой местности и, с огромными потерями захватив две траншеи и три укрепления, они были остановлены у редута. Нападение отряда Скобелева, атаковавшего левый фланг, также было отражено. Ободрённые турки предприняли контрнаступление, выбив русских ружейным огнём, однако последние, получив подкрепления, ещё некоторое время продолжали удерживать захваченные позиции. В конце дня Криденер отдал приказ об отступлении, чем и завершилась вторая попытка штурма. Потери убитыми составили 3000 турок и 1000 русских, в плен попала почти сотня раненых русских солдат. После этой безуспешной атаки российское правительство запросило помощи у Румынии. Просьба была удовлетворена, и вскоре к русским присоединились немногочисленные румынские войска.

## Вылазка Османа-паши
19 августа (31 августа) Осман-паша предпринял попытку отвлекающего манёвра, выступив из Плевны с крупными силами (19 батальонов). Его войско успешно атаковало русские аванпосты к востоку от Плевны у селений Пелишат и Згалево, захватило одно орудие, но не смогло отстоять захваченный редут и вернулось в Плевну, потеряв 2350 человек. Русские потери составили 1000 человек.

## Захват Ловчи
Чтобы отрезать Плевну от Орхание и помешать туркам беспрепятственно получать провизию, русские войска (27 тыс. человек и 98 орудий) атаковали Ловчу, занятую небольшим по численности турецким войском, почти треть которого составляли нерегулярные отряды башибузуков и черкесов. 19 августа (1 сентября) отряд Скобелева совершил нападение на Ловчу. Узнав о происходящей битве, Осман-паша выслал защитникам города подкрепление, но оно не успело достичь Ловчи, полностью захваченной русскими 22 августа (4 сентября).

## Третий штурм
Возвратившись в Плевну, окружаемый превосходящими силами противника, Осман-паша начал готовиться к отражению новой атаки. Его армия получила пополнение и достигла численности в 25 тыс. человек, минареты Плевны стали использоваться в качестве наблюдательных пунктов, из Плевны эвакуировали раненых, в городе устанавливали указатели с названиями укреплений.
26 августа (7 сентября) — 29 августа (11 сентября) русские и румынские орудия вели огонь по турецким укреплениям. Несмотря на продолжительность артобстрела и большое количество выпущенных снарядов, ощутимых потерь туркам нанести не удалось, повреждения укреплений Плевны также были незначительны, турки с лёгкостью восстанавливали пострадавшие постройки в перерывах между артобстрелами своих позиций.
8 сентября отряд Скобелева перешёл в наступление, оттеснив турок до редута, но под огнём отступил, отразив несколько контратак. Начало общего штурма откладывалось. Турки попытались перехватить инициативу и сами перешли в наступление, однако продвинуться не смогли. Вскоре, поддержанные ураганным огнём артиллерии, на турок двинулись румынские войска под командованием генерала Анджелеску, в ходе боёв они захватили одну траншею. Действия русских войск увенчались успешным взятием второго гребня Зелёных гор. Общий штурм Плевны начался 30 августа (11 сентября) при неблагоприятных погодных условиях. На момент штурма русско-румынская армия состояла из 83 тыс. человек и 424 орудий, гарнизон Плевны насчитывал 34 тыс. солдат и 72 орудия. После артподготовки в бой была брошена русско-румынская пехота. Румыны трижды с большими потерями атаковали Гривицкий редут и смогли взять его лишь получив подкрепление русских. В центре, после нескольких безуспешных атак, русским удалось завладеть двумя линиями траншей. Войска Скобелева, двинувшиеся к третьему гребню Зелёных гор, после долгих и изнурительных боёв завладели редутом. Турецкие войска предприняли несколько попыток выбить противника, но безрезультатно. Всю ночь не стихали перестрелки. Утром турки сконцентрировали силы и после серии атак, последнюю из которых возглавил сам Осман-паша, вынудили войска Скобелева отступить. Потери русских войск составили около 13 тыс. человек, потери румын — около 3 тыс.

## Блокада Плевны
Не сумев захватить Плевну штурмом, главнокомандующий великий князь Николай Николаевич и находившийся в армии император Александр II приняли решение отвести армию от Плевны и снять осаду. Этому резко воспротивился состоявший в свите императора военный министр Д. А. Милютин, в длительных переговорах сумевший убедить их обоих продолжить осаду Плевны, чтобы не утратить все плоды предыдущих побед.
Было принято решение вызвать для консультаций в войска известного военного инженера Э. И. Тотлебена. По его предложению русское командование отказалось от дальнейших попыток штурма Плевны и приступило к осаде города. Для того, чтобы превратить блокаду в осаду, было необходимо перерезать пути снабжения армии Осман-паши, которая продолжала поучать подкрепления и боеприпасы по Софийскому шоссе (с запада и юго-запада).
До того как русские приступили к блокаде, армия Османа-паши получила подкрепления, в город прибыли войска и провизия, привезли также султанский фирман (указ), в котором Османа-пашу награждали титулом «гази» (непобедимый) и выражали ему благодарность за успешную оборону города. Соединившись с прибывшими подкреплениями, армия Османа-паши увеличилась до 48 тысяч человек и 96 орудий. Указом султана ей категорически запрещалось оставлять Плевну, оборона которой отвлекала русских и создавала благоприятные условия для действий турецкой Восточно-Дунайской армии. В помощь Осману-паше была послана армия, однако она не успела прибыть вовремя, до начала блокады. Русская армия в середине октября пополнилась Гренадерским корпусом под командованием И. В. Ганецкого. В это время в состав корпуса входили восемь полков: Астраханский (полковник Г. В. Крюков), 5-й Киевский (полковник М. Н. Пущин), Малороссийский (полковник А. Н. Курлов или И. И. Цытович[уточнить]), 8-й Московский (полковник И. К. фон Бурзи), 7-й Самогитский (полковник Л. К. Михайлов), Сибирский (полковник В. К. Водар), 6-й Таврический (полковник Ф. Ф. Голубев), Фанагорийский (полковник В. К. Кюстер), а также 2-я (полковник, флигель-адъютант А. А. Щеголев) и 3-я (генерал-майор Н. П. Сидоров) гренадерские артиллерийские бригады, состоявшие из 12 батарей.
Чтобы запереть турок в Плевне, русские двинулись на укрепления у селений Горни-Дыбник и Телиш. Для взятия Горного Дубняка ими было выделено 20 тысяч человек и 60 орудий, русским противостоял гарнизон из 3500 солдат и 4 орудий. Начав бой утром 24 октября 1877, русские гренадеры ценой больших потерь захватили оба редута. Турки оказывали ожесточённое сопротивление. Потери сторон составили: турки 1500 чел. (ещё 2300 попало в плен), русские 3600 чел.
Телиш поначалу оборонялся успешно, турецкий гарнизон отразил атаку, нанеся атаковавшим чувствительный урон: в бою погибло около тысячи русских солдат, 2200 — у турок. Овладеть Телишем удалось с помощью мощного артиллерийского огня, успешность этого обстрела заключалась не только в числе убитых турок, которое было велико, но и в произведённом деморализующем эффекте.
Началась полная блокада Плевны, русские орудия периодически наносили удары по городу. Осаждающее Плевну русско-румынское войско состояло из 80 тысяч человек против 50 тысяч укрывшихся в Плевне турок. Блокада города привела к истощению в нём провианта, армия Османа-паши страдала от болезней, нехватки пищи и медикаментов. Русские войска провели серию атак: в начале ноября войска Скобелева заняли и удержали первый гребень Зелёных гор, отбив контратаки противника. Девятого ноября русские атаковали в направлении Южного фронта, но турки отразили атаку, потеряв 700 солдат против 200 у русских. Безуспешными оказались и нападения русских на укрепления Юнус-табия и Гази-Осман-табия. Тринадцатого ноября русские предприняли нападение на укрепление Юнус-бей-табия, потеряв 100 человек, турки лишились 500 солдат. Четырнадцатого числа, в полночь, турки отбили атаку на Гази-Осман-табия. В результате этих действий русские потеряли 2300 человек, турки — 1000. Начиная со следующего дня наступило затишье. Плевна находилась в окружении 75-тысячного русско-румынского войска при 496 орудиях, её гарнизон оказался полностью отрезан от внешнего мира. Зная, что продовольствие в городе рано или поздно иссякнет, русские предложили гарнизону Плевны сдаться, на что Осман-паша ответил решительным отказом:

«…предпочитаю лучше принести в жертву нашу жизнь на пользу народа и в защиту правды, и с величайшей радостью и счастьем готов скорее пролить кровь, чем позорно сложить оружие»
(цит. по Н. В. Скрицкий «Балканский гамбит»).

## Взятие Плевны
Из-за нехватки пищи в осаждённом городе закрылись магазины, сократился паёк солдат, большая часть жителей страдала от болезней, армия была измучена лихорадкой. Но боевой дух турецких солдат был высок, они не собирались сдаваться. На состоявшемся турецком военном совете было принято решение прорываться из города в направлении моста через реку Вид, удерживаемого турками, и двинуться к Софии. Перед уходом были демонтированы наблюдательные вышки, в укреплениях установлены чучела, и вечером 10 декабря (27 ноября по старому стилю), турецкая армия в сопровождении местных жителей-мусульман двинулась в путь. Для переправы ночью были построены мосты. На передовых позициях в это время находились Киевский и Сибирский гренадерские полки; с флангов их прикрывали Таврический и Малороссийский полки. Между русскими войсками и прорывающейся турецкой армией завязался бой, в ходе которого перегруженные оружием и багажом турецкие войска понесли ощутимый урон, однако сумели захватить 3 линии траншей, 6 орудий и уничтожить Сибирский полк. Мощный артиллерийский огонь и прибывшее подкрепление русских (Малороссийский полк) создали для турок критическое положение, вынудив их остановиться у кургана Копаная Могила.
Не выдержав атаки подоспевшего Астраханского полка, турки вскоре дрогнули и обратились в беспорядочное бегство, утратив боевое знамя. На других участках русские войска тоже перешли в наступление и, овладев северными, восточными и южными укреплениями, заняли Плевну. Так завершилась осада Плевны, закончившаяся после ранения Османа-паши капитуляцией турецкого гарнизона.
В последнем сражении турецкие потери составили около 6 тыс. человек. Оставшиеся 43 338 турецких солдат сдались в плен. По окончании войны 15 581 турецкий ветеран из армии Османа-паши был награждён серебряной медалью за героическую оборону Плевны.
Из 90 тыс. человек русско-румынских войск, принимавших участие в решающем сражении, было потеряно 1700 (в том числе 18 офицеров и 542 солдата Гренадерского корпуса).

## Память
Практически сразу возникла мысль установить под Плевной памятник погибшим солдатам, но политические обстоятельства сложились так, что Памятник героям Плевны был установлен сначала в Москве в 1897 году. А в Плевене были воздвигнуты: в 1907 году храм-мавзолей Св. Георгия Победоносца и в 1977 году панорама «Плевенская эпопея».
Бои под Плевной 8 и 18 июля, атака Плевны 30 сентября и падение Плевны со сдачей армии Османа-Паши 28 ноября отражены в летописи Русско-турецкой войны, на бронзовых досках Колонны Славы, воздвигнутой 1886 году в Санкт-Петербурге перед Троицким собором в честь подвигов русских войск, принимавших участие и победивших в Русско-турецкой войне 1877—1878 годов. Памятник представлял собой 28-метровую колонну, сложенную из пяти рядов пушек, отбитых в войну у турок.
- Плевен. Здание панорамы «Плевенская эпопея»
- Москва. Вид на памятник героям Плевны. Фото 1888г.
- Москва. Памятник героям Плевны. Фото 2016г.
- Санкт-Петербург. Колонна Славы в честь победы в русско-турецкой войне 1877—1878 гг.

 -

## В популярной культуре
Плевненские события детально описаны в романе Бориса Васильева «Были и небыли».
Осада Плевны — один из центральных эпизодов книги Бориса Акунина «Турецкий гамбит», а также одноимённого фильма.
События осады и штурмов Плевны отражены советском фильме «Герои Шипки» 1955 года, а также в румынском фильме 1978 года «За Родину» (режиссёр — Серджиу Николаеску).
Александр Александрович Ольхин в 1877 году, после третьего штурма Плевны, который главнокомандующий Великий князь Николай Николаевич устроил по случаю именин своего брата императора Александра II, написал стихотворение «У гроба», в котором есть строки:
Там, где Плевна дымится, огромный курган —
В нём останки еще не догнили:
Чтоб уважить царя, в именины его
Много тысяч «своих» уложили…
Именинный пирог из начинки людской
Брат подносит державному брату;
А на родине ветер холодный шумит
И разносит солдатскую хату…А. А. Ольхин
В Турции в 1910 году был написан «Марш Плевны».